# Stemma di Debrecen
Lo stemma di Debrecen (Debrecen címere in ungherese) è lo stemma della città ungherese Debrecen.

## Descrizione
Lo stemma è composto da uno scudo blu, all'interno del quale si trovano tre colline, e, su quella centrale, una palma. Sulle colline sono presenti due libri aperti, sui quali è appoggiato, con tre zampe, un agnello lanoso con la testa rivolta verso destra. Con la quarta zampa, anteriore, regge un'asta con una bandiera rossa avente una croce bianca.
Sopra lo scudo è posto un elmo dorato, dal quale partono degli svolazzi rossi e argentati a sinistra, e blu e dorati a destra. 
Al di sopra dell'elmo è posta una corona, sulla cui sommità ardono delle fiamme gialle e rosse. Più in alto c'è una fenice dorata, bianca e verde, con le ali e la bocca aperte. Vicino al becco, in alto a sinistra, si trova un sole con la faccia.